# Tinga (Sneek)

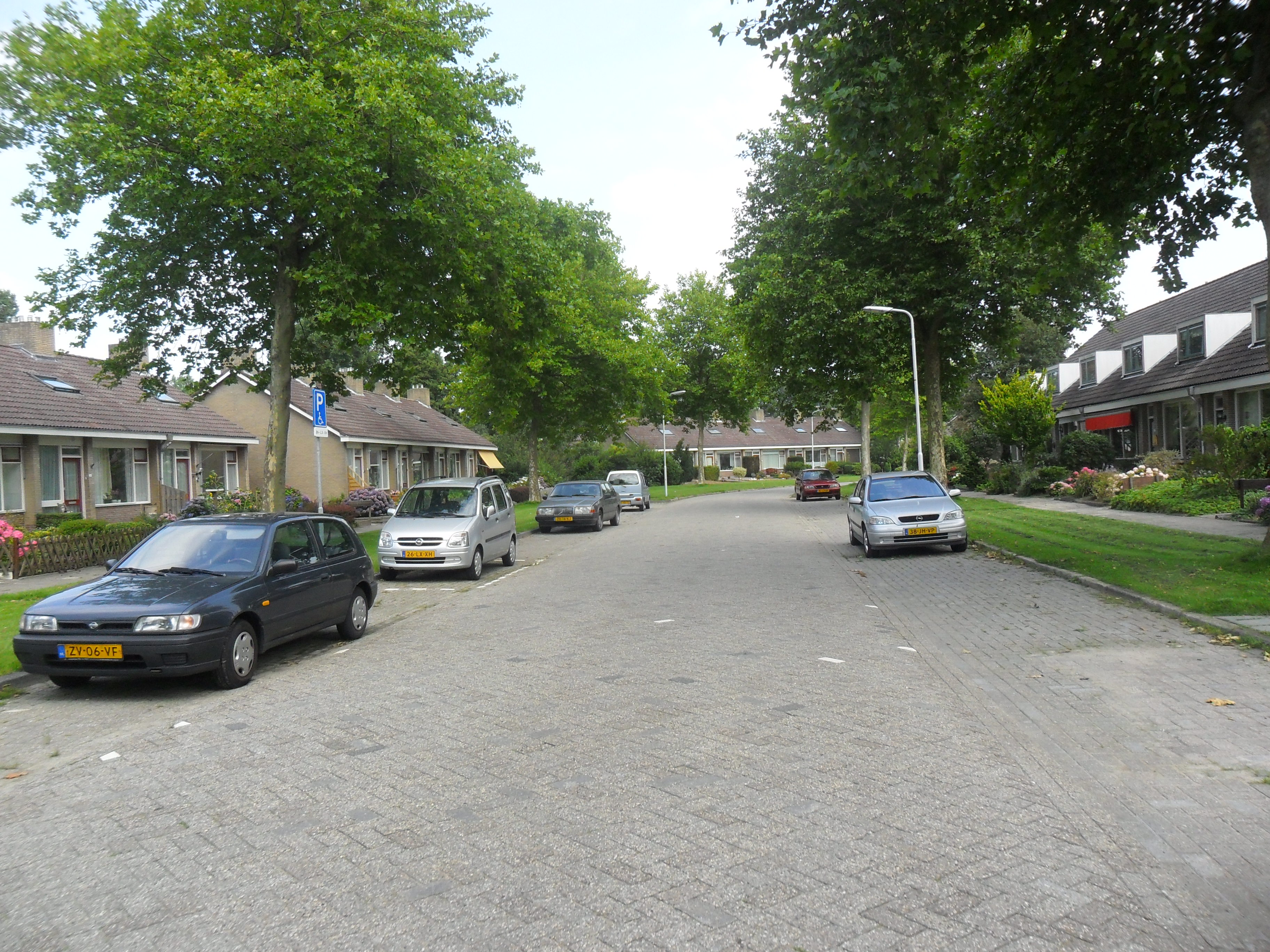
Westzijde van de Molenkrite (2011)

Tinga is een woonwijk binnen de stad Sneek in de Nederlandse provincie Friesland. De wijk telt (in 2011) 2250 inwoners en heeft een oppervlakte van 116 hectare (waarvan 2 hectare water). Tinga is een verbastering van 't inne gea, Fries voor binnendijksland.

## Ligging en bereikbaarheid
De wijk grenst in het noorden aan de wijk Lemmerweg-West, in het oosten aan Duinterpen en in het westen aan de Geeuw.
De grootste verkeersader van de wijk is de Molenkrite. De Rijksweg 7 vormt de noordelijke grens, de Lemmerweg de oostelijke. In de wijk lopen geen waterwegen.

## Historie en bebouwing
De wijk Tinga is in de jaren 60 aangelegd door de gemeente Sneek, die hiervoor verscheidenen sathe's moest aankopen. Deze boerderijen zijn, op een na, bijna allemaal verdwenen. De wijk dankt haar naam aan de Tingapolder, waarbinnen de wijk is gesticht.
In de wijk bevindt zich Sportpark Tinga en Sportpark VV Sneek Wit Zwart.
De wijkvereniging van de wijk heet De Spil en is gevestigd in het gelijknamige wijkcentrum De Spil.

### Straatnaamverklaring
De straten in Tinga zijn vernoemd naar molens en onderdelen van een molen, wat vanzelfsprekend is voor een polderwijk.

### Bezienswaardigheden
In de wijk bevinden zich een geen rijksmonumenten. Bezienswaardig zijn:
- Houten brug Dúvelsrak.

## Voorzieningen
Onder meer de volgende voorzieningen bevinden zich in de wijk:
- Sportpark Tinga
- Sportpark VV Sneek Wit Zwart
- Lemmerwegtunnel
- Tolhús-tunnel

Wijken:
Binnenstad ·
Bomenbuurt ·
De Domp ·
De Loten ·
Duinterpen ·
Harinxmaland ·
Hemdijk ·
Het Eiland ·
De Hemmen ·
Houkesloot ·
It Ges ·
Lemmerweg-Oost ·
Lemmerweg-West ·
Leeuwarderweg ·
Noorderhoek I ·
Noorderhoek II ·
Noordoosthoek ·
Oudvaart ·
Pasveer ·
Poort van Sneek ·
Sperkhem ·
Stadsfenne ·
Stationsbuurt ·
Tinga ·
Zwetteplan
Buurten:
Malta ·
Spitaal ·
Tuindorp